# Área nacional de recreación Quimsacocha
El Área Nacional de Recreación Quimsacocha (ANRQ) es un área protegida en Ecuador que se encuentra en la provincia de Azuay. Fue creado en el 2012 y tiene una superficie de 3217 hectáreas. El área protege el ecosistema de páramo. Forma parte de la Reserva de la biosfera del Macizo de El Cajas.